# Кронштадтская Колония (платформа)
Кроншта́дтская коло́ния (разг. «Кронколо́ния») — железнодорожная платформа Октябрьской железной дороги в черте города Ломоносова. Названа по одноименному району Кронштадтская колония, находящемуся по северной стороне железнодорожной линии. Билетные кассы отсутствуют, хотя здание частично сохранилось (полуразрушенное кирпичное здание с выбитыми окнами). Частичная реставрация платформы была произведена осенью 2011 года, были заменены ограждения на платформе, а также заново покрашены, здание билетных касс были покрашены, но они до сих пор так и не заработали.
До 2006 года в посёлке работало ПТУ № 48

## Фото

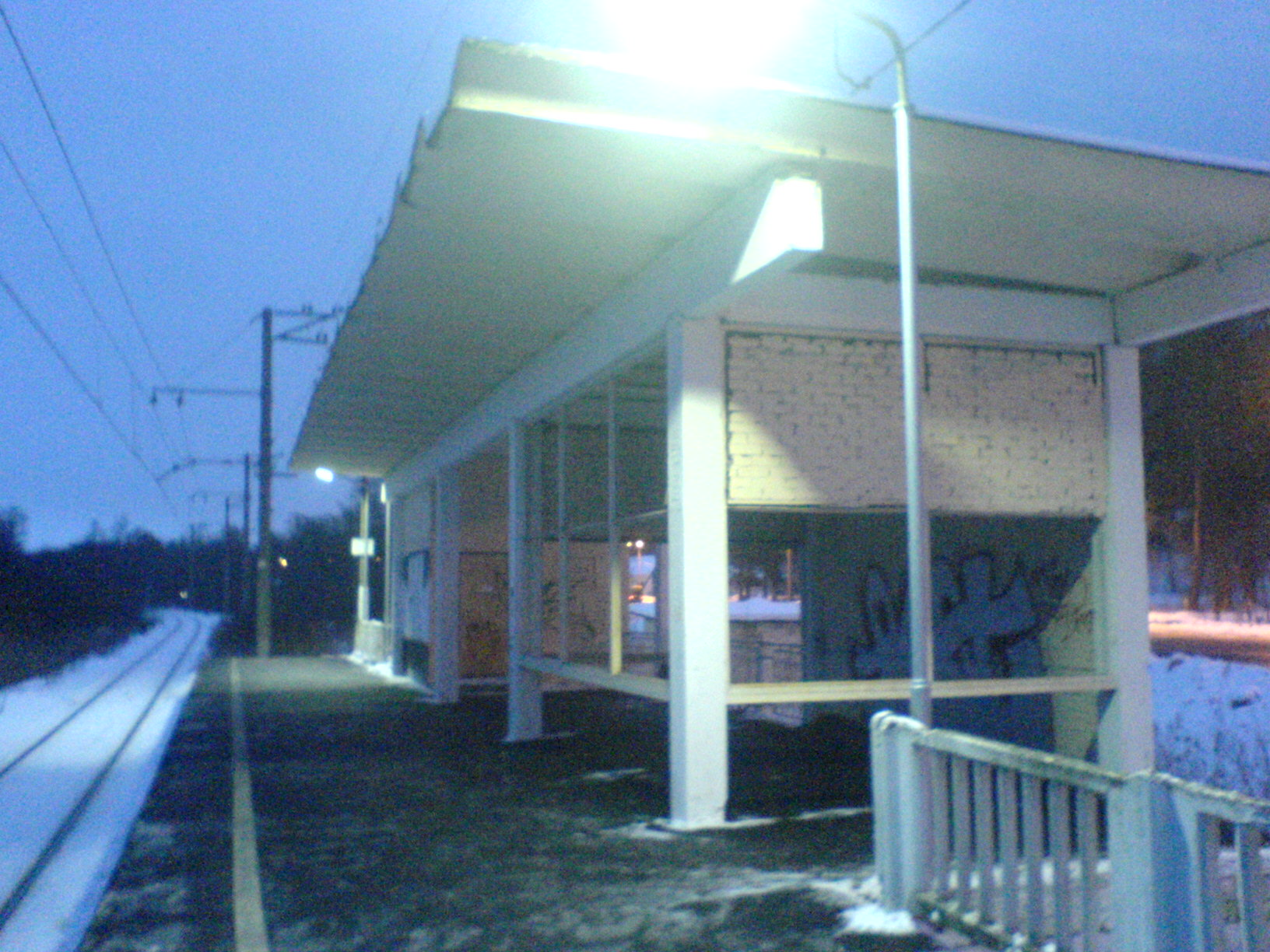
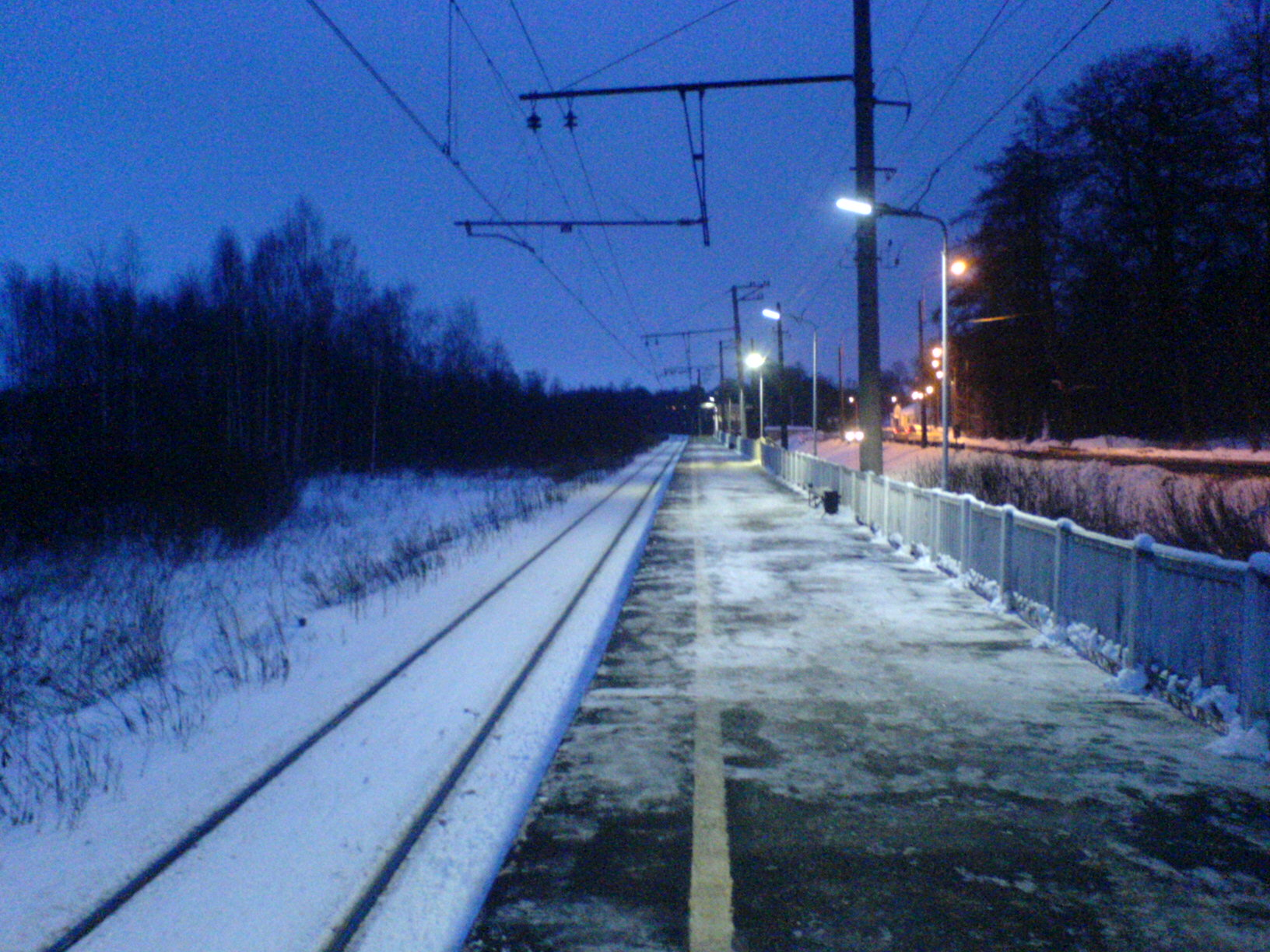
Платформа Кронштадтская Колония. Вид в сторону станции Ораниенбаум II